# Eldbjørg Hemsing
Eldbjørg Hemsing (* 16. Februar 1990 in Nord-Aurdal, Oppland, Norwegen) ist eine norwegische Violinistin.

## Leben
Hemsing wuchs in einem Dorf mit weniger als 500 Einwohnern in der Nähe von Nord-Aurdal auf, spielte schon im Alter von 2 Jahren Geige und hatte mit 6 ihren ersten öffentlichen Auftritt. Ihre Schwester Ragnhild ist ebenfalls Violinistin.
Im Alter von 11 Jahren spielte Hemsing als Solistin im Philharmonieorchester von Bergen. Mit 22 Jahren wurde sie international bekannt, als sie auf der Verleihung des Friedensnobelpreises in Oslo spielte. Sie studierte bei Boris Kuschnir in Wien und veröffentlichte 2018 ihr erstes Soloalbum mit einer Aufnahme des Violinkonzerts in G-Dur von Hjalmar Borgstrøm, dem sie sich auch persönlich verbunden fühlt. Im selben Jahr war sie Artist in Residence am Konzerthaus Stormen in Bodø.
Hemsing spielte ab 2011 auf einer Geige von Guadagnini aus dem Jahr 1754, die ihr als Leihgabe zur Verfügung stand. Seit September 2020 spielt sie die Stradivari „Rivaz, Baron Gutmann“ aus dem Jahr 1707 (Stand September 2023).

## Diskografie
Quelle:
- 2018: Borgstrøm: Violin Concerto op. 25, Shostakovich: Violin Concerto No. 1. Mit den Wiener Symphonikern, Leitung Olari Elts. BIS Records.
- 2018: Dvořák & Suk: Works for Violin & Orchestra. Mit dem Antwerp Symphony Orchestra, Leitung Alan Buribayev. BIS Records.
- 2019: Tan Dun: Fire Ritual, Violin Concertos. Mit dem Philharmonischen Orchester Oslo, Leitung Tan Dun. BIS Records.
- 2020: Grieg: The Violin Sonatas. Mit Simon Trpčeski. BIS Records.
- 2023: Arctic. Mit dem Arctic Philharmonic. Sony.[7]